# Mạt chược Nhật Bản

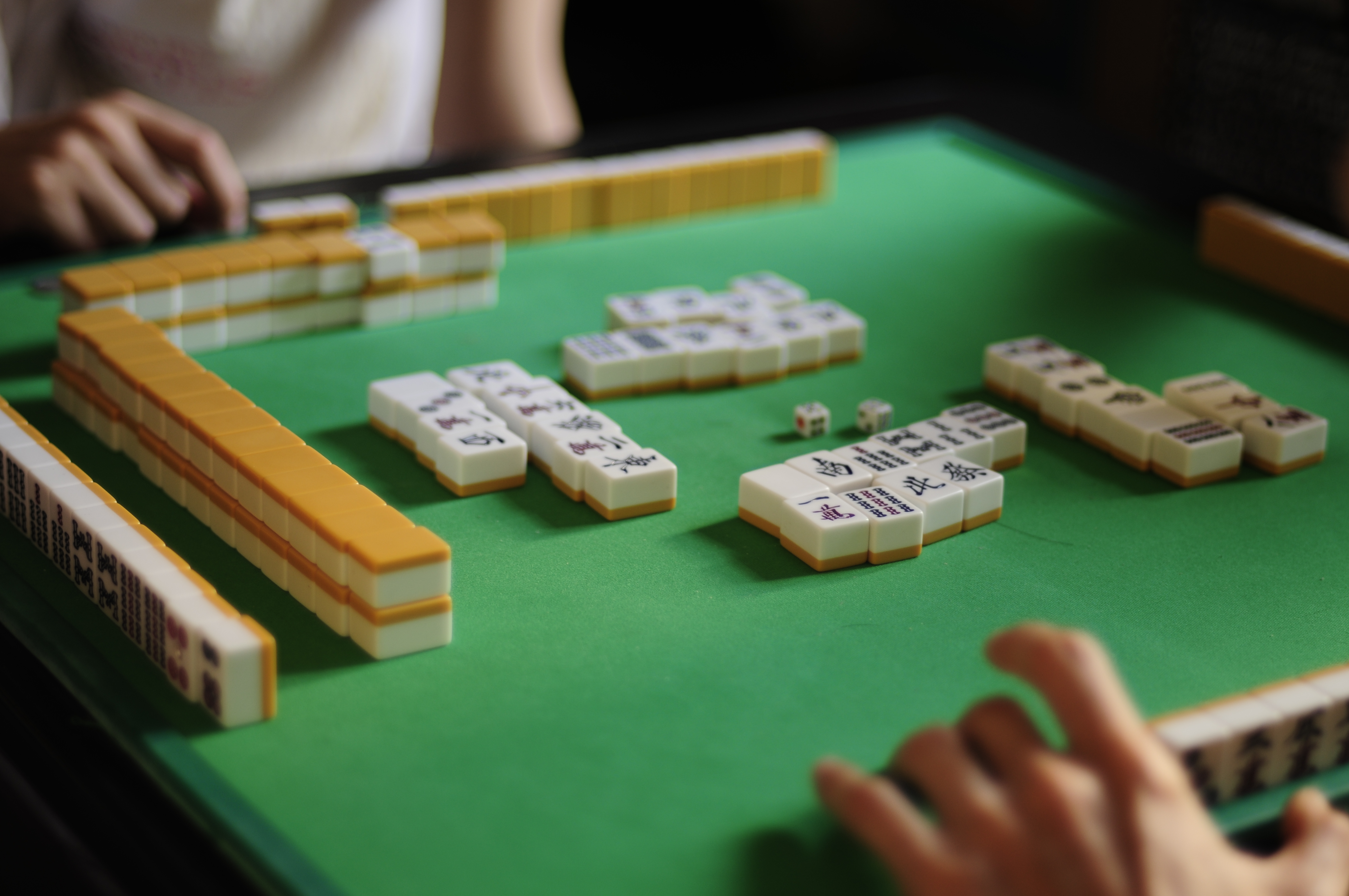
Quang cảnh bàn chơi mạt chược Nhật Bản trong ván chơi.

Mạt chược Nhật Bản (麻雀) hay Mạt chược Riichi (リーチ麻雀) là một biến thể của mạt chược thường được chơi tại Nhật Bản. Trong biến thể này, nhiều phần luật chơi được thay đổi so với nguyên gốc, với sự xuất hiện của riichi và dora và việc quan tâm nhiều hơn đến các quân bài đã được đánh ra với luật furiten. Biến thể này phổ biến nhờ có sự hỗ trợ của anime, manga và các nền tảng chơi trực tuyến.

## Lịch sử
Năm 1924, một người lính tên Saburo Hirayama đã đem mạt chược tới Nhật Bản. Tại Tokyo, ông ta mở các câu lạc bộ mạt chược, quán mạt chược và trường học. Trong những năm sau đó, trò chơi này ngày càng được biết tới nhiều hơn – và trong quá trình đó, mạt chược được đơn giản hóa so với nguyên bản tới từ Trung Hoa – sau đó lại thêm các luật chơi mới để tăng độ phức tạp của trò chơi. Năm 2010, mạt chược trở thành trò chơi trên bàn phổ biến nhất tại Nhật Bản. Tính đến năm 2008, có khoảng 7,6 triệu người chơi trò chơi này và 8900 quán mạt chược trên khắp nước Nhật, mang về về doanh thu khoảng 300 tỉ Yên. Đã xuất hiện nhiều bộ manga và anime đan cài các tình tiết có sự xuất hiện của mạt chược, qua đó quảng bá rộng rãi trò chơi này tới công chúng. Một số khu trò chơi arcade ở Nhật Bản cũng có các máy mạt chược arcade có thể kết nối với nhau qua Internet.
Tại Nhật Bản, mạt chược là một môn thể thao thi đấu chuyên nghiệp – và cũng có cho mình các tuyển thủ chuyên nghiệp, thường được gọi là Tước sĩ chuyên nghiệp (プロ雀士 puro janshi), tham gia thi đấu các giải và sự kiện đặc biệt với nhau cũng như với công chúng. Có khoảng 1700 tước sĩ chuyên nghiệp đang hoạt động trong 6 tổ chức riêng biệt nhau, ví dụ như Liên đoàn Mạt chược Chuyên nghiệp Nhật Bản (日本プロ麻雀連盟) hay Hiệp hội Mạt chược Chuyên nghiệp Nhật Bản (日本プロ麻雀協会), tuy nhiên không có tổ chức nào thật sự thống nhất và có toàn quyền quản lý mạt chược chuyên nghiệp tại đất nước này, hay trên toàn thế giới. Kể từ năm 2018, có một hệ thống giải đấu của các tuyển thủ chuyên nghiệp được mời thi đấu (từ các tổ chức khác nhau) có tên là M.League, tài trợ bởi Daiwa Securities Group nhằm giới thiệu mạt chược với tư cách là một môn thể thao chuyên nghiệp. Các đội tuyển chiêu mộ các tước sĩ chuyên nghiệp, trả lương định kì, có xếp hạng thường xuyên và đồng phục, từ đó nâng cao hình ảnh của mạt chược với tư cách là một môn thể thao.

## Quân bài

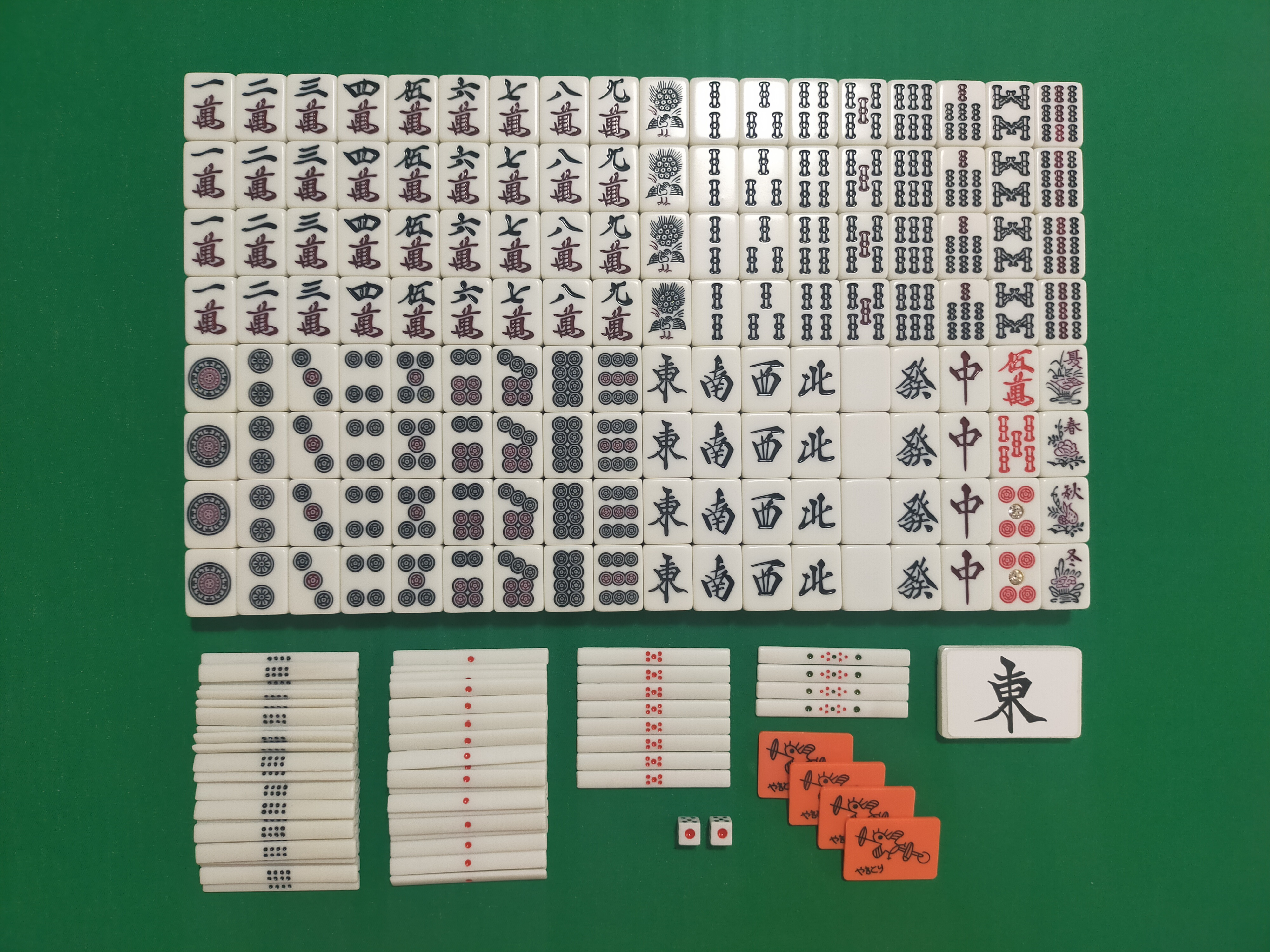
Bộ các quân bài, que tính điểm, xúc sắc và thẻ chỉ gió cùng với yakitori được sử dụng khi chơi Mạt chược Nhật Bản.

Mạt chược Nhật Bản chơi với 136 quân bài, được tráo bằng cách xoa bài và xếp thành 4 bức tường thành – với mỗi tường cao 2 tầng, mỗi tầng 17 quân. 26 đôi được sử dụng để bốc làm bài khởi tạo, 7 đôi tạo thành tử thành không được bốc và 35 đôi còn lại sử dụng để bốc trong quá trình chơi.
Có 34 loại quân bài khác nhau, mỗi loại có bốn quân giống nhau. Giống như mạt chược nguyên bản, có ba chất chính của quân bài (bài nạc) là man (chữ), pin (đồng tiền) và sō (xâu tiền, thường bị nhầm thành các cây tre), cùng với các quân jihai (tài phao) gồm có rồng (sangenpai) và gió (fonpai). Đôi khi trong luật chơi, ba quân 5-man, 5-pin và 5-sō có màu đỏ – với tác dụng như một dora (sẽ được đề cập ở phần sau) để tăng thêm điểm mà người chơi có thể nhận được. Khác với phiên bản nguyên gốc, trong mạt chược Nhật Bản không có sự xuất hiện của bộ Hoa (Mai – Lan – Cúc – Trúc) hay bộ Mùa (Xuân – Hạ – Thu – Đông).
Dưới đây là danh sách các quân bài, kèm với cách đọc – cách kí hiệu/thường gọi:
- Pin/Đồng hoặc Văn (筒子 (đồng tử) pinzu?) với 9 quân bài khác nhau được biểu hiện bằng số lượng vòng tròn (nguyên gốc là các đồng tiền văn):

|            |              |             |            |           |            |              |            |             |
| iipin – 1p | ryanpin – 2p | sanpin – 3p | sūpin – 4p | ūpin – 5p | rōpin – 6p | chiipin – 7p | pāpin – 8p | chūpin – 9p |

- Sō/Sách (索子 (sách tử) sōzu?)  với 9 quân bài khác nhau được biểu thị bằng số lượng cây tre (nguyên gốc là xâu 100 đồng tiền). Chỉ riêng quân 1-sō là có hình của một con công – tuy nhiên đây là kết quả của sự giản ước trong việc làm lại thiết kế quân bài của mạt chược, và cũng không có lý do cụ thể cho sự thay đổi này. Thi thoảng, con công này sẽ được thay thế bằng một con gấu trúc trong bụi tre, hoặc hoa lan.[cần dẫn nguồn]

|           |             |            |           |          |           |             |           |            |
| iisō – 1s | ryansō – 2s | sansō – 3s | sūsō – 4s | ūsō – 5s | rōsō – 6s | chiisō – 7s | pāsō – 8s | chūsō – 9s |

- Man/Vạn (萬子 (vạn tử) wanzu hoặc manzu?) với 9 quân bài khác nhau, gồm có một con số ghi bằng chữ Hán và chữ vạn (萬, nghĩa là mười nghìn) ở phía dưới (nguyên gốc đại diện cho 10,000 đồng tiền, tạo thành từ 100 xâu tiền). Hán tự của số 5 là 伍 thay vì 五 như bình thường. Trong tiếng Nhật hiện nay sử dụng cách phát âm là wan thay cho man khi nói đến các quân mạt chược, tuy nhiên cộng đồng mạt chược Nhật Bản quốc tế vẫn sử dụng cách phát âm là man.

|            |              |             |            |           |            |              |            |             |
| iiwan – 1m | ryanwan – 2m | sanwan – 3m | sūwan – 4m | ūwan – 5m | rōwan – 6m | chiiwan – 7m | pāwan – 8m | chūwan – 9m |

- Gió (風牌 (phong bài) fonpai hoặc kazehai?) gồm 4 loại dựa trên bốn hướng trên thực tế là Đông – Nam – Tây – Bắc:

|            |           |           |           |
| ton (Đông) | nan (Nam) | shā (Tây) | pei (Bắc) |

- Rồng (三元牌 (tam nguyên bài) sangenpai?) gồm 3 loại là rồng trắng/bạch (白 haku?), rồng xanh/phát (發 hatsu?) và rồng đỏ/trung (中 chun?). Quân rồng xanh tại Nhật Bản thường được viết bằng dạng dị tự thể 𤼵 thay cho dạng Cựu tự thể 發 hay Tân tự thể 発. Có nhiều giả thuyết khác nhau cho ý nghĩa của ba quân bài này.[7][8] Theo Nakamura Tokusaburo - một tác giả xuất bản nhiều sách mạt chược, chúng bắt nguồn từ trò chơi "Ném bình", với Bạch tượng trưng cho mục tiêu, Phát đại diện cho hành động ném mũi tên còn Trung có nghĩa là trúng đích.[9]

|                        |                        |                      |
| haku (Bạch) Rồng trắng | hatsu (Phát) Rồng xanh | chun (Trung) Rồng đỏ |

## Luật chơi cơ bản
Nhiều luật chơi cơ bản của mạt chược cũng được áp dụng lên biến thể này. Ba hay bốn quân bài có liên quan với nhau được gọi là bộ/phu (面子 (diện tử) mentsu): nếu là ba quân đồng chất liên tiếp là shuntsu, nếu là bộ ba quân giống hệt nhau là kotsu, nếu là bốn quân giống hệt nhau là kan hay kantsu. Để chiến thắng một ván chơi, người chơi phải có đủ hai điều kiện là:
- Hoàn thành bộ bài của cá nhân với 14 quân, thường thấy nhất là 4 bộ và một đôi hai quân giống nhau.
- Có ít nhất một Yaku.

### Tạo ra các bộ bằng cách gọi quân
Người chơi có thể tạo ra các bộ mở bằng việc gọi quân của đối phương đã đánh ra, khi đó sẽ mở cả hai/ba quân bài còn lại lên bàn để các người chơi còn lại thấy, sau đó sẽ đến lượt của người vừa gọi quân đánh. Gọi quân của người khác sẽ tạo ra bộ – cũng khiến cho bài của người chơi khi này vào trạng thái Mở. Tuy nhiên, nếu gọi được quân bài để chiến thắng ván đấu đó – bộ vẫn được tính là mở nhưng toàn bài thì vẫn trong trạng thái Kín. Cụ thể, có ba cách là Chii – Pon và Kan.
Trong thứ tự ưu tiên của việc gọi quân nếu như có nhiều hơn một người chơi muốn gọi cùng một quân, Ron (chiến thắng) được ưu tiên đầu tiên, sau đó là Kan/Pon và cuối cùng là Chii.

#### Chii
Người chơi có thể tạo ra một bộ mở là ba quân đồng chất liên tiếp bằng việc gọi Chii (吃 hay チー) – gọi quân bài được đánh ra bởi người ngồi bên trái, hay nói cách khác là người đi lượt liền trước người đó. Khi đó, họ mở toàn bộ các quân trong bộ lên – với quân được gọi đặt ngang đặt ở bên trái hai quân có sẵn và thường đặt ở bên phải tay người vừa Chii.

#### Pon
Với việc gọi Pon (碰 hay ポン, là việc tạo ra bộ ba quân giống nhau) – gọi quân bài được đánh ra bởi bất cứ ai, người chơi sẽ lật ngửa toàn bộ các quân trong bộ – với quân được gọi đặt nằm ngang và tùy thuộc vào người đánh ra quân được gọi để đặt (của người bên trái đặt bên trái, của người đối diện đặt giữa, của người bên phải đặt bên phải) vị trí.

#### Kan
Việc gọi Kan (槓 hay カン) là việc người chơi tạo ra một bộ bốn quân giống hệt nhau. Sau khi có được kan dù theo bất cứ cách nào, quân dora tiếp theo sẽ được lật lên, và người chơi gọi Kan sẽ bốc thêm một quân nữa ở tận cùng của tử thành. Có ba loại Kan, cụ thể là:
- Kan kín: Nếu như bài trên tay người chơi có thể ngay lập tức tạo ra Kan, họ có thể lựa chọn gọi Kan bằng cách mở bài với hai quân mở – hai quân úp xuống bàn chơi, để ở góc dễ thấy và sau đó bốc một quân bài từ tử thành. Kan kín không sử dụng quân mà người chơi khác đánh ra, và không khiến bài của người Kan trở thành bài mở.
- Kan mở: Người chơi có thể tạo Kan bằng việc sử dụng quân bài của các người chơi còn lại nếu đã có sẵn ba quân giống nhau. Khi gọi Kan mở, người chơi đó sẽ lật mở cả bốn quân, đặt ngang quân được gọi như cách gọi Pon. Sau khi gọi Kan mở, người chơi cũng bốc một quân từ tử thành, sau đó có thể tuyên bố chiến thắng nếu đủ điều kiện (Tsumo)/gọi Kan kín hoặc Kan muộn/chơi tiếp một quân bài. Nếu chơi tiếp một quân bài, sau khi đánh ra sẽ mở thêm một quân dora mới.
- Kan muộn: Khi người chơi đã có ba quân giống nhau nhờ việc Pon và sau đó bốc được thêm quân thứ tư giống hệt, họ có thể thực hiện Kan muộn (kakan; 加槓) như sau: (1) Đặt quân vừa bốc được ngang, đặt gần với vị trí quân vừa Pon được – (2) Bốc một quân từ tử thành – (3) Giống với Kan mở, hoặc tuyên bố chiến thắng, hoặc gọi thêm Kan nếu có thể, hoặc chơi tiếp một quân và chỉ thêm một dora mới.

#### Bài kín – bài mở
- Nếu người chơi gọi quân người khác để tạo bộ (Chii, Pon hoặc Kan), bài của người chơi đó được tính là bài Mở. Và ngược lại, nếu chưa từng gọi quân của người chơi khác, bài của họ sẽ là bài Kín. Việc xác định bài Kín hay Mở sẽ quan trọng cho việc thực hiện Yaku (đề cập ở phần sau) và tính điểm chúng.
- Ngoài ra, có hai Yaku xét tới tính mở của một bộ (Bộ kín nếu tất cả các quân trong bộ được người chơi bốc – Bộ mở nếu một quân trong bộ được lấy từ những người cùng chơi). Việc Ron và Kan kín không ảnh hưởng tới sự mở của bộ.

### Yaku và Yakuman
Yaku (役 (dịch)) là một trong hai điều kiện để chiến thắng một ván chơi, cùng với việc phải ít nhất phải hoàn thành bài. Khi tính điểm, mỗi Yaku sẽ có giá trị riêng, với cao nhất có thể là Yakuman - bản chất là các Yaku đặc biệt và thường rất khó để thực hiện, với hai ví dụ:
| |  |  |  |  |  |  |  |  |  |  |  |  |  |  |
| Kokushi musou (国士無双 (Quốc sĩ vô song)) – Yakuman bao gồm 13 quân 1 và 9 của ba chất Man, Pin, Sou, đủ cả bốn Gió và ba quân Rồng, và quân thứ 14 là một trong 13 quân kể trên. |  |  |  |  |  |  |  |  |  |  |  |  |  |  |

|                                                                            |  |  |  |  |  |  |  |  |  |  |  |  |  |  |
| Tsuuiisou (字一色 (Tự nhất sắc)) – Yakuman bao gồm 14 quân đều là Rồng/Gió |  |  |  |  |  |  |  |  |  |  |  |  |  |  |

### Riichi
Việc tuyên bố riichi của một người chơi có ý nghĩa rằng bài người đó chỉ cần thêm một quân nữa để hoàn thành, và Riichi cũng là một Yaku. Người chơi có thể thực hiện hành động này nếu thật sự chỉ cần một quân bài để hoàn thiện bài (tenpai) và bài người chơi đó phải là bài Kín. Khi đã tuyên bố Riichi, người chơi không cần để ý đến việc đã hoàn thành Yaku hay chưa vì về bản chất, Riichi là một Yaku,và khi đã Riichi, nếu quân bài được bốc mới không giúp người chơi đó chiến thắng hay tạo Kan kín – họ phải ngay lập tức đánh quân bài đó ra. Để chiến thắng sau khi đã tuyên bố Riichi, có hai cách:
- Nếu một trong các người chơi còn lại đánh ra quân bài cuối cùng mà người đó cần để hoàn thiện – tình huống này được gọi là Ron (ロン). Trong quá trình tính điểm, người bị Ron sẽ là người trả toàn bộ số điểm cần thiết cho người chiến thắng.
- Nếu các quân bài mà người đó bốc chính là quân cần để hoàn thiện bài – tính huống này được gọi là Tsumo (ツモ). Trong trường hợp này, các người chơi còn lại sẽ chia đều nhau để trả điểm cho người chiến thắng.

Cách thực hiện yaku Riichi trong lượt đi của người chơi đó như sau:
- Nói rõ ràng "Riichi" cho tất cả mọi người chơi.
- Đặt ngang quân bài đánh ra sau đó để biểu hiện mình đang trong trạng thái Riichi. Nếu có người gọi mất quân đó (Pon, Chii hoặc Kan), quân bài đánh ra trong lượt sau đó sẽ được đặt ngang.
- Nếu quân đánh ra không trở thành chiến thắng của người khác (Ron), lấy một que một nghìn điểm đặt giữa bàn chơi.
- Người chơi có thể không tuyên bố Riichi nếu muốn, tình huống đó ta nói người chơi đang damaten (黙聴?).
- Một vài điều lưu ý (điều này tùy thuộc vào luật chơi ở mỗi vùng, có thể có hoặc không):
  - Người chơi không thể Riichi nếu tường thành để bốc chỉ còn 3 quân trở xuống.
  - Nếu như luật chơi không cho phép thi đấu khi đã âm điểm, người chơi phải có ít nhất 1000 điểm để Riichi.

### Dora
Dora (ドラ) là các quân bài mà khi người chơi có Yaku và chiến thắng ván chơi sẽ giúp cho họ được cộng thêm điểm, tất cả các quân bài đều có thể trở thành Dora, nhưng người chơi không cần phải có quân Dora trên tay để hoàn thiện Yaku.
Khi bắt đầu ván chơi, quân bài ở phía trên, từ cột thứ ba đổ đi ở phía kết của tử thành sẽ được lật ngửa và trở thành chỉ điểm dora, theo chỉ điểm này sẽ giúp ván chơi xác định được đâu là dora. Ví dụ, nếu như chỉ điểm là hatsu (Rồng Xanh), quân bài liền sau đó theo thứ tự sẽ trở thành dora là chun (Rồng Đỏ). Thứ tự của dora như sau (từ trái sang phải, từ chỉ điểm tới dora):
---------
---------
---------
----
---
Nếu trong quá trình chơi có người gọi Kan, sẽ có thêm một quân nữa (bên cạnh chỉ điểm Dora ban đầu, về phía có nhiều quân hơn) ở tử thành được lật lên và tạo thành chỉ điểm dora mới, đây được gọi là Kandora (カンドラ). Ngoài ra, nếu có người chơi chiến thắng bằng việc Riichi thành công, tất cả các quân ở dưới những chỉ điểm dora đã được lật sẽ được lấy ra, lật lên và trở thành những chỉ điểm bổ sung – đây được gọi là Uradora (裏ドラ), nếu uradora được tạo thành bởi kan ta cũng gọi là kanuradora. Cần lưu ý rằng việc mở thêm Kandora và Uradora hoàn toàn dựa vào luật chơi, nhưng chỉ có giải JPML của Liên đoàn Mạt chược Nhật Bản là không chấp nhận Kandora và Uradora.
Hơn nữa, có nhiều biến thể có sự xuất hiện của những quân 5 đỏ (với 5 Man – 5 Pin – 5 Sou hoàn toàn màu đỏ). Đây được gọi là Akadora (赤ドラ, Dora đỏ) hay Akapai (赤牌). Sở hữu các quân bài này trên tay đồng nghĩa với việc quân bài đó trở thành một dora, và nếu như có một chỉ điểm dora là một quân 4 – dora sẽ được tính chồng lên trở thành hai hoặc nhiều hơn.

### Tính điểm
Trong các biến thể mạt chược, cách tính điểm của mạt chược Nhật Bản là độc nhất, với hai giá trị là han và fu để có thể tính toán. Bài khi có người chiến thắng sẽ dựa vào số han và fu này để tính toán. Ví dụ tính điểm cho yaku Chiitoitsu như sau:
|                                                                  |  |  |  |  |  |  |  |  |  |  |  |  |  |  |
| Chiitoitsu (七対子 (Thất đối tử)) – Yaku gồm có 7 đôi khác nhau. |  |  |  |  |  |  |  |  |  |  |  |  |  |  |

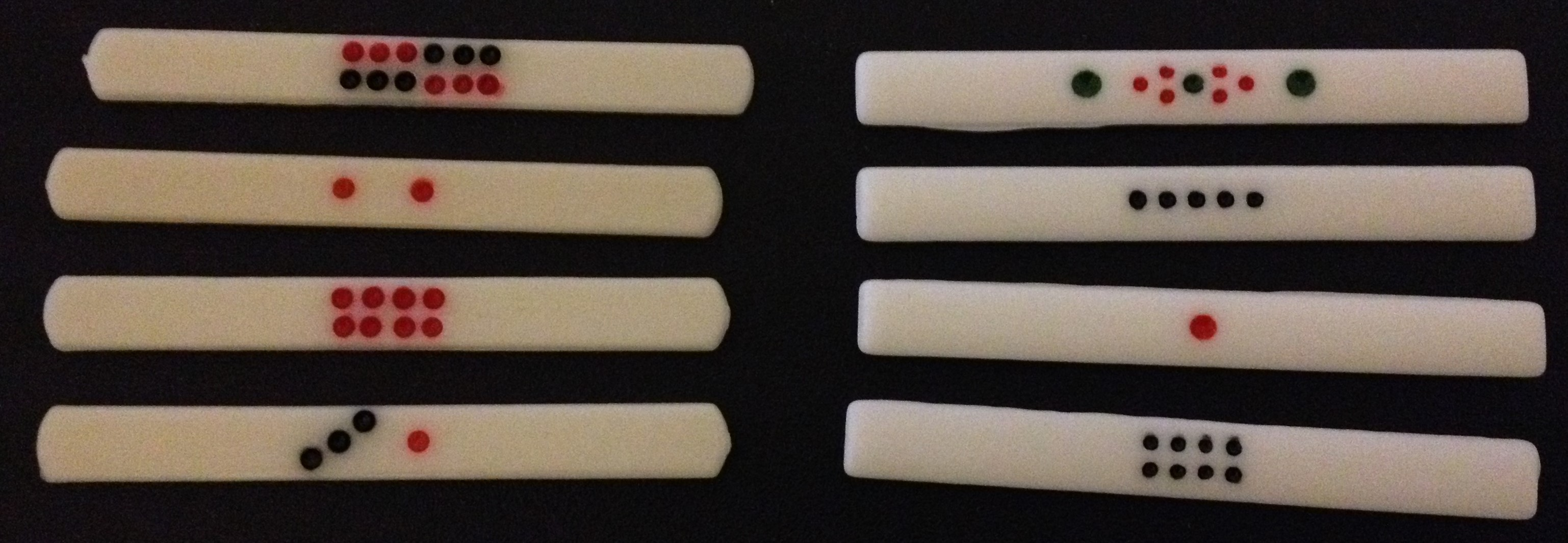
Các que điểm được sử dụng trong Mạt chược Nhật Bản

- Giá trị của Yaku này là 2 han. Ta cũng giả sử các chỉ điểm dora đều không liên quan tới bài người chơi này có.
- Tiếp theo ta tính fu. Với yaku Chiitoisu, số fu của bài này là 25 mà không cần tính toán. (Có các yaku được cố định số fu mà không cần tính toán như chiitoisu, pinfu hoặc khi đã đạt từ 5 han trở lên).
- Sau đó, ta thực hiện tính điểm cơ sở A theo công thức: {\displaystyle A=4.f.2^{h}} (với f là số fu, h là số han). Theo công thức này, điểm cơ sở của bài này là 400.
  - Nếu điểm cơ sở A < 2000, điểm cơ sở sẽ được lấy luôn giá trị là A.
  - Nếu lớn hơn 2000, điểm cơ sở sẽ phụ thuộc vào số han của bài.
- Sau đó, tùy thuộc vào việc người thắng có phải là nhà cái hay không:
  - Nếu người thắng là nhà cái, số điểm tổng cộng của bài này là 6 lần điểm cơ sở, tức là 2400.
    - Nếu thắng với Tsumo, các người chơi còn lại chia đều nhau để trả điểm.
    - Nếu thắng với Ron, người đánh ra cây bài bị Ron sẽ trả hết số điểm

  - Nếu người thắng không phải nhà cái, số điểm tổng cộng của bài là 4 lần điểm cơ sở, tức 1600.
    - Nếu thắng với Tsumo, riêng nhà cái mất 2 lần điểm cơ sở (800), các người chơi còn lại chia đều nhau để trả. Tuy nhiên với Ron, cũng chỉ người đánh ra cây cuối cùng sẽ phải trả hết số điểm.

### Luật phản bội – Furiten
Khác với mạt chược nguyên bản, mạt chược Nhật Bản quan tâm tới các quân bài mà người chơi đã đánh ra để giới hạn chiến thắng – luật này được gọi là phản bội (振聴 (Chân thính) Furiten). Furiten về cơ bản quy định việc cấm sử dụng quân bài mà người chơi khác đánh ra để trở thành chiến thắng của người chơi đó, cụ thể là: 
1. Nếu người chơi trong trạng thái tenpai (thiếu 1 quân cuối cùng để hoàn thành bài mà không quan tâm có Yaku hay không) và người chơi đó không Ron quân bài cần mà người khác đánh ra, trong lượt đó người chơi cũng sẽ không được Ron nữa – đây gọi là Furiten tạm thời. Sau khi kết thúc lượt đó, hay nói cách khác lượt trở về tay người chơi đó, Furiten này sẽ biến mất và người chơi có thể Ron sau đó nếu như hợp lệ.
2. Nếu người chơi đó đã Riichi và bỏ qua chiến thắng ít nhất một lần (kể cả Ron hay Tsumo), tất cả những quân bài mà các người chơi khác đánh ra mà có thể đem lại chiến thắng, người chơi đó đều không được Ron nữa – đây gọi là Furiten vĩnh viễn. Ngoài ra, nếu như người chơi đó đang tenpai và trong số quân mà người chơi đó đánh ra có ít nhất 1 quân giúp họ hoàn thành bài, người chơi đó cũng rơi vào Furiten vĩnh viễn.

Lưu ý rằng khi bị furiten, người chơi đó không thể Ron, tuy nhiên vẫn có thể thực hiện các hành động khác như Tsumo, Chii, Pon hay Kan. Luật furiten cũng là cơ sở để thực hiện phòng thủ trong mạt chược Nhật Bản, với các khái niệm như suji hay kabe. 

### Ván hòa
Không phải lúc nào trong một ván chơi cũng có thể xác định người chiến thắng, có những trường hợp hòa sau đây: 
- Các người chơi đã bốc hết bài ở phần tường thành nhưng không có bất cứ ai đạt đủ điều kiện để giành chiến thắng. Tình huống này được gọi là ryuukyoku (流局 (Lưu cục)?), và tùy thuộc vào số người chơi khi đó đạt trạng thái tenpai để quyết định các hành động tiếp theo.
- Kyushu kyuhai (九種九牌 (Cửu chủng cửu bài)?) là tình huống hòa thường xảy ra khi bắt đầu một ván đấu, khi lượt đầu tiên của người chơi đó trước khi đánh ra quân bài đầu tiên, trên tay có chín quân bài 1, 9 của các chất man, pin, sou và rồng, gió khác nhau hoặc nhiều hơn, người chơi đó có quyền tuyên bố hòa ván đấu, và việc tuyên bố này là không bắt buộc. Ví dụ, nếu bài của người chơi đó ở lượt đầu tiên là , người chơi đó có quyền tuyên bố hòa ván đấu.
- Nếu trong lượt đầu tiên cả bốn người chơi cùng đánh ra một loại gió, ví dụ như quân gió Đông ton , ván đấu đó sẽ trở thành ván đấu hòa, đây được gọi là sufontsu renda (四風子連打 (Tứ phong tử liên đá)?).
- Nếu cả bốn người chơi đều tuyên bố Riichi và sau khi người cuối cùng Riichi, quân bài người đó đánh ra không trở thành chiến thắng của người khác – ván đấu cũng được tuyên bố hòa và đây gọi là sucha riichi (四家立直 (Tứ gia lập trị)?)
- Nếu có hai người chơi trở lên gọi Kan đủ bốn lần, do hết bài ở tử thành để có thể bốc – ván đấu cũng được tuyên bố hòa và tình huống này gọi là sukan sanra (四槓散了 (Tứ cống tản liễu)?). Ván đấu sẽ trở thành hòa sau khi người chơi thứ hai (hoặc thứ ba, thứ tư) gọi Kan lần thứ tư, tuy nhiên nếu chỉ một người chơi gọi Kan tới lần thứ tư, ván đấu vẫn tiếp diễn do rất có khả năng đây là yakuman Suukantsu.
- Cần lưu ý rằng ở các giải thi đấu chuyên nghiệp như JPML hay Saikouisen, không có bất cứ luật hòa đặc biệt nào trừ tình huống ryuukyoku. Các nền tảng mạt chược trực tuyến như Tenhou hay Mahjong Soul cũng chỉ áp dụng một phần các tình huống hòa đặc biệt.[10]

### Chombo – Phạt đền
Trong quá trình chơi, một người chơi có thể bị phạt điểm nếu như vi phạm luật chơi, đây được gọi là phạt đền (錯和 (thác hoà) Chombo), một vài tình huống cụ thể như sau: 
- Tuyên bố chiến thắng không hợp lệ, như Ron khi dính Furiten, bài không có Yaku hay chưa hoàn thành bài.
- Khi Riichi và thực hiện Kan kín, việc Kan kín đó thay đổi lượt chờ của bài.
- Làm đổ, ngửa, hay phá phần tường bốc bài/tử thành mà không thể hồi phục lại.

Nếu như bị phạt đền, nhiều luật chơi quy định người chơi đó phải trả một số điểm nhất định cho các người chơi còn lại, hoặc sẽ bị trừ một số điểm quy định sẵn khi kết thúc toàn bộ ván đấu. 

## Kết thúc trận đấu
Một trận đấu hoàn chỉnh sẽ kết thúc ở ván đấu gió cuối cùng, ví dụ như Đông 4 hay Nam 4, tuy nhiên có những trường hợp sau đây có thể xảy ra: 

### Phá sản – Âm điểm
Trong nhiều luật chơi nghiệp dư, khi số điểm của một người chơi về mức âm, trận đấu đó sẽ ngay lập tức kết thúc. Tuy nhiên khi thi đấu chuyên nghiệp, người chơi vẫn sẽ được tiếp tục thi đấu. 

### Penalty – Điểm tối thiểu để kết thúc ván đấu
Nếu sau khi kết thúc ván đấu gió cuối cùng, điểm của người chơi cao nhất bàn chơi đó chưa vượt qua số điểm được quy định để kết thúc ván đấu, một vòng gió phụ sẽ được tiếp tục cho tới khi nào có người chơi vượt qua số điểm đó, thường là một ván gió Tây – đây được gọi là shānyū (西入 (Tây nhập)), hoặc nếu xa hơn là peiyu (北入 (Bắc nhập)) với một ván gió Bắc. Chỉ cần có một người chơi vượt qua số điểm được quy định, trận đấu sẽ ngay lập tức được kết thúc. 
Ví dụ, ở một bàn chơi một vòng gió Đông, với điểm khởi đầu cho mỗi người chơi là 25000 và điểm quy định để kết thúc là 30000; giả sử sau vòng Đông 4, nhà cái không chiến thắng/tenpai nhưng người cao điểm nhất chỉ có 29000 điểm. Khi ấy, nếu theo luật Penalty, sẽ cần thêm một vòng gió Nam (Nam 1, quyền làm cái lại chuyển cho người tiếp theo như thường lệ) để xác định.  

### Agari-yame – Nhà cái cuối cùng
Trong vòng gió cuối cùng của trận đấu, nếu như người chơi được làm nhà cái cuối cùng đang có số điểm đứng nhất và luật chơi cho phép, người chơi đó có quyền yêu cầu kết thúc trận đấu, đây được gọi là agari-yame (あがりやめ,). 
Ví dụ về cách luật agari-yame hoạt động như sau: Giả sử ở vòng Nam 4, nhà cái sau khi chiến thắng đạt được số điểm cao nhất bàn chơi. Khi này, nếu có agari-yame, nhà cái có quyền yêu cầu kết thúc ván đấu để bảo toàn ngôi nhất của mình. Nếu nhà cái chiến thắng nhưng vẫn chưa đạt đủ số điểm để lên ngôi nhất, ván đấu vẫn tiếp tục diễn ra với các ván thưởng thêm cho người đó. Các nền tảng mạt chược trực tuyến như Mahjong Soul hay Tenhou tự động áp dụng agari-yame.